# مزرعة (نير)
مزرعة هي قرية في مقاطعة نير، إيران. عدد سكان هذه القرية هو 58 في سنة 2006.